# Медисон Кини
Медисон Кини (енгл. Maddison Keeney; Перт, 23. мај 1996) је аустралијска скакачица у воду чија специјалност су скокови са даске са висине од једног и три метра у појединачној, односно са висине од 3 метра у конкуренцији синхронизованих парова. Њена партнерка у синхронизованим скоковима је Анабел Смит.
Први значајни успех у каријери остварила је на Играма Комонвелта 2014. у Глазгову, у Шкотској, где је освојила сребро у појединачним скоковима са даске са висине од једног метра, и бронзу у синхронизованим скоковима са висине од три метра. На светским првенствима дебитовала је 2015. у Казању где се такмичила у три дисциплине, а најближа медаљи била је у мешовитим скоковима са даске где је освојила 4. место (била је 7. у појединачним скоковима са даске 3м и 12. са једнометарске даске).
На олимпијским играма дебитовала је у Рију 2016. где се такмичила у обе дисциплине скокова са даске. У појединачним скоковима са даске заузела је пето место са 349,65 бодова, док је у синхронизованим скоковима са даске освојила бронзану медаљу.
На светском првенству 2017. у Будимпешти остварила је највећи успех у каријери освајањем златне медаље у скоковима са даске са једног метра висине.